# 2015 DY248
2015 DY248 est un objet transneptunien considéré comme transneptunien extrême.